# Operacja tichoriecka
Operacja tichoriecka (14 lutego – 2 marca 1920) – natarcie wojsk Frontu Kaukaskiego Armii Czerwonej przeciwko białym Siłom Zbrojnym Południa Rosji, część operacji północnokaukaskiej. Jego celem było opanowanie Kaukazu Północnego. Operacja zakończyła się sukcesem czerwonych, którzy w jej toku pokonali odległość 100-110 km, zajmując północną część Kubania i guberni stawropolskiej, otwierając sobie drogę do odbicia pozostałej części tych regionów oraz zmuszając dowódcę Sił Zbrojnych Południa Rosji gen. Antona Denikina do przeniesienia kwatery głównej z Tichorieckiej do Jekaterynodaru.
Podczas operacji miało miejsce największe starcie kawalerii w wojnie domowej w Rosji - bitwa pod stanicą Jegorłycką.

## Tło wydarzeń
Od straty Charkowa w połowie grudnia 1919 r. Siły Zbrojne Południa Rosji w bezładny sposób wycofywały się przed Armią Czerwoną w kierunku Kaukazu Północnego. Denikin postanowił skierować trzon swoich sił na Kubań, obszar swoich kozackich sojuszników, co traktował jako sprawę honorową, zamiast, jak sugerował gen. Piotr Wrangel, udać się na kontrolowany przez białych Krym. Na początku stycznia czerwoni odebrali białym Rostów nad Donem i Nowoczerkask. Następnie rozpoczęli operację, której celem było opanowanie Kaukazu Północnego. Jednak podczas operacji dońsko-manyckiej wojska Frontu Kaukaskiego Armii Czerwonej nie zdołały sforsować Manycza i umocnić się na lewym brzegu. Zajęły natomiast pozycje na brzegu prawym, dające możliwość przejścia do ofensywy w przyszłości. Siły Zbrojne Południa Rosji natomiast, chociaż poniosły porażkę, zachowały zdolność do dalszego prowadzenia walki.

## Układ sił
Dowódcą Frontu Kaukaskiego był Michaił Tuchaczewski, zaś radę rewolucyjno-wojskową tworzyli Sergo Ordżonikidze, Siergiej Gusiew, Walentin Trifonow oraz Ivar Smilga. Czerwoni utrzymywali linię obronną na Donie i Manyczu. Ich główne siły liczyły 31,5 tys. bagnetów i 18 800 szabel. Wojska białych (Korpus Ochotniczy, Armia Dońska i Armia Kubańska) liczyły 21 700 bagnetów i 25 200 szabel.

## Plany stron
Dowództwo białych w połowie lutego zamierzało rozpocząć ofensywę w celu odzyskania Rostowa nad Donem i Nowoczerkaska. Dowództwo Armii Czerwonej powzięło plan wyprzedzenia przeciwnika, przeprowadziło przegrupowanie wojsk i wydało dowództwu Frontu Kaukaskiego przejść 14 lutego do ofensywy. Opracowany plan zakładał, że 8, 9 i 10 Armia sforsują Don i Manycz i przełamią obronę przeciwnika. Następnie uderzenie 1 Armii Konnej na styku Armii Dońskiej i Armii Kubańskiej miało je rozdzielić, by każda grupa mogła zostać rozbita z osobna.
8 armia pod dowództwem Grigorija Sokolnikowa miała uderzyć na stanicę Kagalnicką, przerwać linie obronne Korpusu Ochotniczego oraz 3 Korpusu Dońskiego, by dotrzeć na brzeg Kagalniku. 9 Armia, gdzie pełniącym obowiązki dowódcy był A. Duszkiewicz, miała za zadanie przerwać obronę 3 i 1 Korpusu Dońskiego, by 19 lutego osiągnąć linię Nowoprotopowska-Nowogorodska. 10 Armii, dowodzonej przez Aleksandra Pawłowa, postawiono zadanie przełamania obrony 3 i 2 Korpusu Kubańskiego, odcięcia im drogi odwrotu w kierunku Armawiru i dotarcia do 19 lutego na linię Bielajew-Biełaja Glina-Uspienska. Natomiast 11 Armia pod dowództwem Matwieja Wasilenki miała uderzyć w kierunku Stawropol – Armawir, aby zabezpieczyć natarcie głównych sił frontu na lewym skrzydle. 1 Armia Konna dowodzona przez Siemiona Budionnego miała wejść do walki z rejonu Szara-Bulickiego, Płatowskiej na styku między białymi Armiami Dońską i Kaukaską, aby we współdziałaniu z 9 i 10 Armią rozbić je i zająć Tichoriecką, gdzie znajdowała się kwatera główna dowództwa Sił Zbrojnych Południa Rosji.
Jako że przegrupowanie 1 Armii Konnej do połowy lutego nie zostało zakończone, wojska Frontu Kaukaskiego rozpoczęły natarcie bez najważniejszej mobilnej siły. Dowództwo białych, dowiedziawszy się o przemieszczaniu się 1 Armii Konnej, utworzyło grupę uderzeniową kawalerii pod dowództwem gen. Aleksandra Pawłowa w sile 10-12 tys. szabel, 2 i 4 Korpusu Dońskiego.

## Przebieg operacji

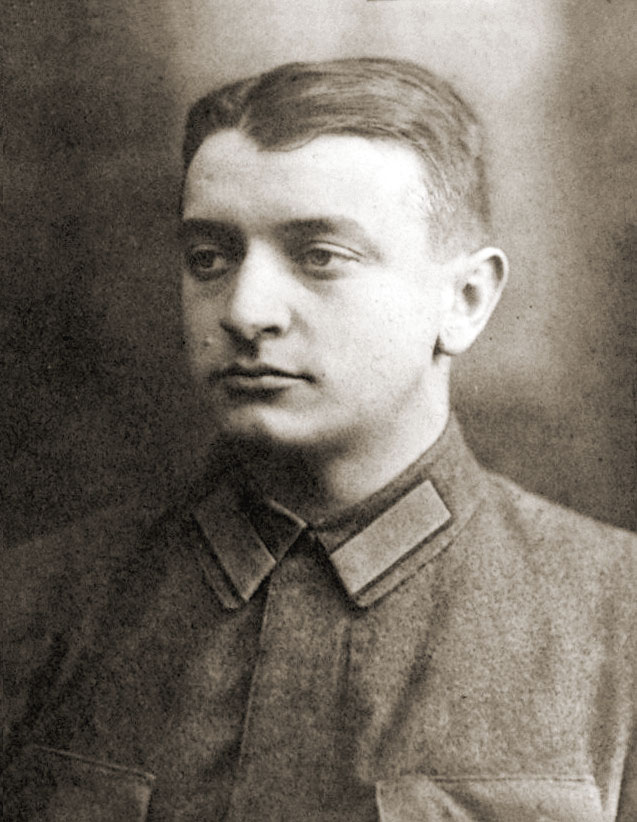
Michaił Tuchaczewski dowodził Frontem Kaukaskim podczas operacji tichorieckiej

Wojska Frontu Kaukaskiego rozpoczęły atak 14 lutego. Jednostki 8 i 9 Armii przystąpiły do forsowania Donu i Manycza, nie odnosząc początkowo sukcesu wobec upartej obrony białych. Dopiero pod wieczór 15 lutego dywizji kawalerii 9 Armii i 1 Kaukaskiej dywizji kawalerii 10 armii udało się przeprawić się przez Manycz i zdobyć niewielki przyczółek. 10 Armia, wzmocniona przez 34 i 50 dywizję strzelecką 11 Armii, pokonała 1 Korpus Doński i 16 lutego zajęła stację Torgowa. Tym samym przerwana została łączność między Torgową a kwaterą główną Denikina w Tichorieckiej.
W wyłom, utworzony przez 10 Armię w rejonie Torgowej, została skierowana 1 Armia Konna (4, 6 i 11 dywizje kawalerii – 10 tysięcy szabel). Aby zlikwidować wyłomy, dowództwo białych skierowało na flankę wojsk radzieckich grupę jazdy gen. Pawłowa. Kawaleria Pawłowa w pierwszej kolejności uderzyła na dywizję kawaleryjską Blinowa i 1 Kaukaską dywizję kawalerii pod dowództwem Gaja (10 Armia). Zostały one zaatakowane 17 lutego w rejonie Korolkowa. Jedna z brygad dywizji Blinowa wycofała się na Płatowską, a dywizja Gaja - na Masłakowcew. Silne straty poniosła przy tym 28 dywizja piechoty. Jej dowódca Władimir Azin dostał się do niewoli i został zamordowany przez białych. Czerwonym udało się niemniej powstrzymać grupę uderzeniową przeciwnika, dzięki czemu zyskali czas na podejście 1 Armii Konnej w rejon Torgowej i Woronowskiej. Skierowane do kontrataku jednostki były najlepszymi oddziałami kawalerii białych.
19-21 lutego jednostki Sił Zbrojnych Południa Rosji odniosły jedne z ostatnich zwycięstw w wojnie - Korpus Ochotniczy i 3 Korpus Doński zdołali przebić się przez obronę wojsk 8 Armii, przekroczyły Manycz, przerwały linie łączności między Rostowem i Nowoczerkaskiem i wreszcie 20 lub 21 lutego odzyskały Rostów. Biali musieli jednak następnie odciągnąć część sił za Don w celu wzmocnienia grupy Pawłowa. Ponadto Korpus Ochotniczy, w razie pozostania w mieście, byłby zagrożony okrążeniem. W rezultacie 23 lutego 8 Armia powróciła na zajmowaną wcześniej linię frontu. Wykorzystując sukces 8 Armii, do ofensywy przeszła 9 Armia, która uderzyła na 1 Korpus Doński, zmuszając go do wycofania się na południowy brzeg Manycza. Do 26 lutego wojska białych zostały odrzucone na pozycje wyjściowe. 23 lutego dowódca korpusu kawalerii Armii Czerwonej Boris Dumienko został aresztowany na podstawie fałszywych oskarżeń. Dowodzenie przejął po nim Dmitrij Żłoba.

## Bitwa o Jegorłycką
18 lutego 1 Armia Konna zbliżyła się do rejonu Torgowej. W nocy z 18 na 19 lutego konna grupa Pawłowa uderzyła na Torgową, ale zażarte ataki białych zostały odparte. Biała jazda poniosła poważne straty w ludziach (ponad połowa żołnierzy zamarzła lub ucierpiała z powodu odmrożeń) już podczas forsownego marszu przez otwarte stepy w kierunku stanicy, a następnie podczas odwrotu do Sriedniego Jegorłyka, który również odbywał się przy silnym mrozie sięgającym -30 stopni. Biali nigdy nie zdołali odbudować tak straconych elitarnych jednostek. Dowództwo 1 Armii Konnej tymczasowo podporządkowało sobie 20 Penzeńską dywizję strzelecką oraz 34 i 50 dywizje strzeleckie (z 10 Armii), tworząc z nich grupę uderzeniową pod dowództwem Michaiła Wielikanowa. 21 lutego 1 Armia Konna zajęła Sriedni Jegorłyk, a 22 lutego grupa Wielikanowa opanowała Piesczanokopską. Wystawiając 11 dywizję kawalerii jako osłonę przeciwko wycofującej się grupie Pawłowa, główne siły 1 Armii Konnej skierowały się na południowy zachód, przeciwko 1 Korpusowi Kubańskiemu. Przemieszczając się wzdłuż linii kolejowej Carycyn-Jekaterynodar, 22 lutego odniosły na nim zwycięstwo pod Biełą Gliną, po czym 25 lutego znowu ruszyły na północ.

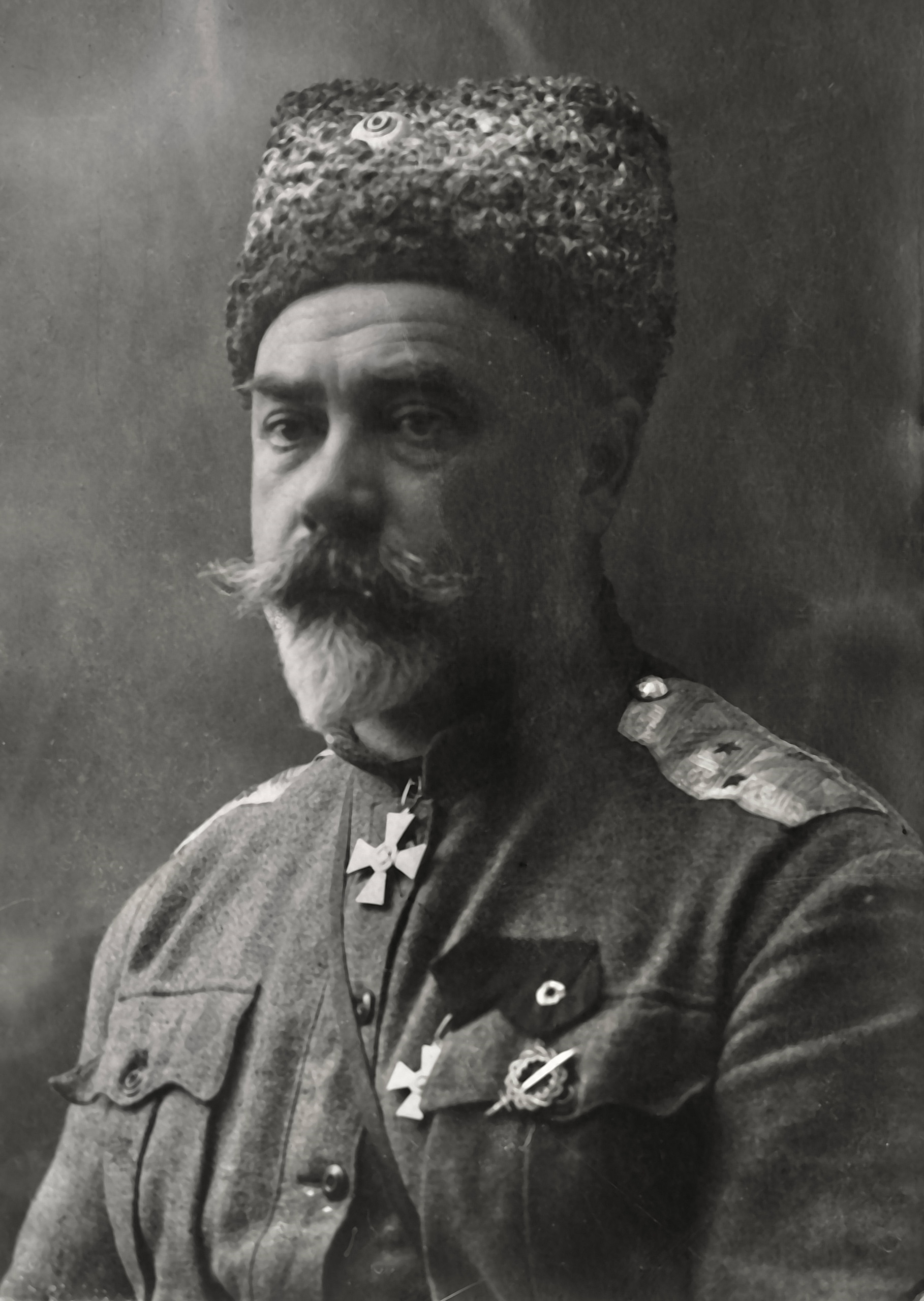
Wskutek operacji tichorieckiej Anton Denikin musiał przenieść swoją kwaterę główną do Jekaterynodaru

23 lutego Denikin musiał przenieść swoją kwaterę główną z Tichorieckiej do Jekaterynodaru.
W tym samym dniu grupa Pawłowa przeszła do ofensywy, odrzuciła 11 dywizję kawalerii i odzyskała Sriedni Jegorłyk. W dniach 25-27 lutego na południe od miejscowości doszło do największej podczas wojny domowej bitwy kawaleryjskiej, w której brało udział 25 tys. szabel po obu stronach. Biała jazda została rozbita i cofnęła się do Jegorłykskiej. Dowództwo białych skierowało z rejonu Mieczotinskiej i Batajska swoje ostatnie rezerwy i utworzyło silne zgrupowanie w rejonie Jegorłykska - Ataman. Dowództwo 1 Armii Konnej skierowało w tym kierunku wszystkie dostępne siły, w tym 20 dywizję strzelecką, 1 Kaukaską dywizję kawalerii i 2 dywizję kawaleryjską. W zaciętej starciu, które rozegrało się 1 i 2 marca w rejonie Jegorłykskiej i Atamana wojska białych zostały całkowicie pokonane.  W nocy z 1 na 2 marca biała konnica odeszła w rejon Iłowajskiego, Gulaj-Borisowki oraz Mieczotinskiej, po czym przystąpiła do odwrotu na całej długości frontu.  Oddziały 8 Armii podjęły pościg i 2 marca zajęły Batajsk. 9 marca czerwoni przejęli kontrolę nad Tichoriecką.

## Rezultaty
Operacja tichoriecka zakończyła się sukcesem Armii Czerwonej i klęską Sił Zbrojnych Południa Rosji. Czerwoni pokonali 100-110 km w kierunku południowym, zaś kluczowe znaczenie dla powodzenia dalszych działań ofensywnych miało rozbicie białej kawalerii, głównej siły uderzeniowej Sił Zbrojnych Południa Rosji. Armia Czerwona zajęła pozycje umożliwiające jej przeprowadzenie operacji mającej na celu zdobycie pozostałej części Kubania. Jedyną szansą przetrwania Sił Zbrojnych Południa Rosji było utrzymanie się na linii Kubania tak długo, aż zakończona zostanie ich ewakuacja z Noworosyjska na wciąż kontrolowany przez białych Krym. Jednak wobec upadku morale białych także wykonanie tego zadania okazało się niemożliwe.